# Grigori Jefimowitsch Schtschurowski

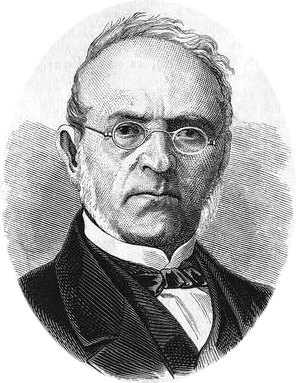
Grigori Jefimowitsch Schtschurowski (1869)

Grigori Jefimowitsch Schtschurowski (russisch Григорий Ефимович Щуровский; * 30. Januarjul. / 11. Februar 1803greg. in Moskau; † 20. Märzjul. / 1. April 1884greg. ebenda) war ein russischer Mediziner, Geologe und Hochschullehrer.

## Leben
Schtschurowskis ursprünglicher Familienname ist unbekannt. Seine Mutter Marija Gerassimowna hatte ihn wegen fehlender finanzieller Mittel in das Moskauer Waisenhaus geben müssen. Seinen Familiennamen erhielt er von dem Kaufmann Schtschurow, der Geld für seine Erziehung gab. Ab 1811 besuchte er das Gymnasium des Waisenhauses. 1822 wurde er vom Vormundschaftsrat zum Studium in die Medizinische Fakultät der Kaiserlichen Universität Moskau geschickt. 1826 schloss er das Studium als Arzt der 1. Abteilung (10. Rangklasse) ab.
Schtschurowski blieb an der Universität in der Medizinischen Fakultät, um sich auf die Prüfung zum Doktor der Medizin vorzubereiten. Außerdem hörte er in der Physikalisch-Mathematischen Fakultät Vorlesungen über Chemie, Physik, Zoologie und Botanik. Für seinen Lebensunterhalt gab er Unterrichtsstunden am privaten Pensionat des Inspektors der Klassen des Moskauer Waisenhauses Johann Friedrich Iwanowitsch Weidenhammer, in der in dieser Zeit Iwan Turgenew und sein Bruder Nikolai erzogen wurden. 1828 bestand Schtschurowski die Doktor- und Geburtshelferprüfungen, worauf er als Lehrer für Physik und Naturgeschichte in die Adligenabteilung des Waisenhauses geschickt wurde. 1829 verteidigte er seine Dissertation Dissertatio inaguralis patologo-therapeutica de erispelate.
Im August 1832 übernahm Schtschurowski den Lehrstuhl für Naturgeschichte in der Medizinischen Fakultät der Universität Moskau. Im August 1833 wurde er als Adjunkt bestätigt. 1834 gab er den ersten Teil seines Lehrbuchs über vergleichende Anatomie heraus, in dem er Étienne Geoffroy Saint-Hilaires Vorstellungen zur Evolution weiterentwickelte. Im selben Jahr wurde er Lektor für Mineralogie der Physikalisch-Mathematischen Fakultät. Gleichzeitig lehrte er Naturgeschichte im Moskauer Adelsinstitut und auch im Alexander-Waisenhaus. 1835 wurde er Außerordentlicher Professor des Lehrstuhls für Mineralogie und Geologie der 2. Abteilung der Philosophischen Fakultät. 1839 folgte die Ernennung zum Ordentlichen Professor.
1838 und 1840 untersuchte Schtschurowski im mittleren und südlichen Ural die Tektonik und beschrieb detailliert zahlreiche Lagerstätten von Erzen, Mineralen und Schmucksteinen. 1844 reiste er in den Altai und untersuchte Goldseifenfelder, um die geologische Epoche ihrer Entstehung zu bestimmen. Er besuchte Bergwerke in Smeinogorsk, Solotuschino und Ridder, die Loktewski-Silberhütte am Alei und den Kolywan-See am Kolywan-Kamm. Er untersuchte die geologischen Strukturen des Salairrückens und die Kusnezker Talsenke zwischen Salairrücken und Kusnezker Alatau und studierte die Berg- und Hüttenwerke und die Goldfelder. In dem Buch Geologische Reise durch den Altai veröffentlichte er die Ergebnisse seiner Untersuchungen und seine Hypothesen zur Entstehung der Gebirgsketten, die später von der geologischen Forschung bestätigt wurden. Seine Sammlungen waren der Grundstock für das Geologische Kabinett der Universität Moskau, das er ständig weiter ausbaute.
Nach Dmitri Perewoschtschikow wurde Schtschurowski 1848 Dekan der Physikalisch-Mathematischen Abteilung der Philosophischen Fakultät der Universität Moskau, bis ihm 1850 Alexander Fischer von Waldheim folgte. 1854 wurde er zum Wirklichen Staatsrat (4. Rangklasse) ernannt. 1860 wurde er als Verdienter Professor der Universität Moskau geehrt. 1860–1863 war Schtschurowski erneut Dekan nun der Physikalisch-Mathematischen Fakultät. Auf seinen Vorschlag wurde 1861 der Lehrstuhl für Mineralogie und Geognosie aufgeteilt in den Lehrstuhl für Mineralogie und den Lehrstuhl für Geognosie und Paläontologie, den er bis zu seinem Ruhestand 1880 leitete. 1868–1869 war er Prorektor  und ab 1878 Ehrenprofessor. Ab 1871 war er Geheimrat (3. Rangklasse). Er gilt als Begründer der Moskauer Geologenschule. Zu seinen Schülern gehörten Friedrich Schmidt, Michail Tolstopjatow, Sergei Nikitin und Alexei Pawlow.
Schtschurowski gründete 1863 die Gesellschaft der Freunde der Naturwissenschaft, Anthropologie und Ethnographie, deren ständiger Präsident er dann war. 1871 benannte Alexei Fedtschenko einen Gletscher und einen Gipfel im Pamir Alai der Turkestankette nach Schtschurowski. Mit anderen gründete Schtschurowski das Museum für Angewandtes Wissen, dessen erster Vorsitzender er war. Er war Mitglied der Moskauer Gesellschaft der Naturforscher.
Schtschurowski starb am 1. April 1884 in Moskau und wurde auf dem Wagankowoer Friedhof begraben.
Schtschurowskis Namen tragen die fossilen Mollusken Parallelodon schourovskii Rouillier & Vosinsky, 1847, Stschurovskya Dovaisky, 1941 und Laugeites stchurovskii Nikitin, 1881.

## Ehrungen
- Russischer Orden der Heiligen Anna III. Klasse (1846), II. Klasse (1848), mit Kaiserkrone (1851), I. Klasse (1867)
- Orden des Heiligen Wladimir III. Klasse (1857)
- Sankt-Stanislaus-Orden I. Klasse (1861)